# Sobelair
Sobelair – nieistniejące belgijskie linie lotnicze z siedzibą w Brukseli. Głównym hubem był port lotniczy Bruksela. Firma zbankrutowała w 2004 roku.

## Flota
Flota linii Sobelair składała się z następujących samolotów:
- 7 - Airbus A300
- 1 - Airbus A320
- 40 - Boeing 737
- 6 - Boeing 767
- 2 - McDonnell Douglas DC-10
- 2 - McDonnell Douglas MD-83[2]